# Ore o suki na no wa omae dake ka yo
Ore wo suki nano wa omae dake ka yo (俺を好きなのはお前だけかよ? lett. "Sei la sola a cui piaccio?!"), noto anche con il titolo abbreviato Oresuki (俺好き?), è una serie di light novel scritta da Rakuda e illustrata da Buriki. Editi da ASCII Media Works, i romanzi sono stati pubblicati dal 10 febbraio 2016 all'8 gennaio 2022 sotto l'etichetta Dengeki Bunko. Un adattamento a manga disegnato da Yū Ijima è stato serializzato sull'applicazione per manga online Shonen Jump+ di Shūeisha dal 26 febbraio 2017 al 23 agosto 2020. Una serie televisiva anime ispirata ai romanzi e prodotta dallo studio Connect è andata in onda dal 2 ottobre al 25 dicembre 2019. Un OVA annunciato il 25 dicembre 2019 sarebbe dovuto uscire nei cinema giapponesi il 23 maggio 2020, ma a causa della pandemia COVID-19, il 9 aprile 2020 è stato annunciato sull'account Twitter ufficiale che l'OVA era stato rinviato. Il 9 giugno 2020 è stata annunciata la nuova data di uscita dell'OVA, ossia il 2 settembre 2020. 

## Trama
Oresuki ruota intorno Amatsuyu "Jōro" Kisaragi, un ordinario studente del secondo anno al liceo Nishikizuta, dove ricopre il ruolo di segretario nel consiglio studentesco. La sua vita scolastica prende una piega inaspettata quando riceve l'invito a uscire da due ragazze molto popolari: Sakura "Cosmos" Akino, la presidente del consiglio studentesco, e Aoi "Himawari" Hinata, la sua solare amica d'infanzia. Jōro, convinto che entrambe siano sul punto di dichiarargli il loro amore, si presenta con entusiasmo agli appuntamenti, solo per scoprire che in realtà le ragazze nutrono dei sentimenti non per lui, ma per il suo migliore amico, Taiyō "Sun-chan" Ōga, il carismatico asso della squadra di baseball della scuola. Riluttante, Jōro, che sotto la sua facciata gentile nasconde una personalità strategica e opportunista, accetta di aiutare Cosmos e Himawari a conquistare Sun-chan, nella speranza di avvicinarsi a colei che verrà rifiutata. Tuttavia, i suoi piani vengono sconvolti quando Sumireko "Pansy" Sanshokuin, una ragazza apparentemente insignificante e amante della lettura, gli confessa improvvisamente il suo amore. Con grande stupore di Jōro, Pansy rivela di essere a conoscenza della sua vera natura e dei suoi pensieri più nascosti, dichiarando di averlo osservato a lungo e di essere innamorata del suo vero io. A complicare ulteriormente la situazione, si scopre che Pansy è proprio la ragazza di cui Sun-chan è segretamente innamorato, dando vita a un complesso e intricato intreccio amoroso. Jōro si trova così a dover gestire un delicato equilibrio tra i suoi desideri e le nuove dinamiche che emergono.

## Personaggi
Amatsuyu Kisaragi / Jōro (如月 雨露?, Kisaragi Amatsuyu)
Doppiato da: Daiki Yamashita
Il suo soprannome, Jōro (如雨露?), si forma eliminando il carattere "月" dal suo nome. È il protagonista dell'opera, studente del secondo anno presso la scuola "Nishikizuta". A seguito degli appuntamenti con le due ragazze, accetta a malincuore di aiutarle entrambe nella speranza di uscire con la perdente. È consapevole di non essere una brava persona e si odia per la sua meschinità e per il suo linguaggio offensivo. D'altra parte, per amore di coloro a cui tiene veramente, dimentica la sua vera natura e dà la massima priorità a ciò che può fare per loro. Rompe spesso la quarta parete assumendo le caratteristiche cliché di un personaggio di una commedia romantica, che parla a un pubblico virtuale. Alla fine della light novel si fidanzerà con Pansy. Viene rappresentato da un innaffiatoio.
La panchina (ザベンチ?, Benchi)
È una gag ricorrente che funge da presagio di sfortuna, particolarmente per Jōro, e agisce come un antagonista indiretto. Essa appare in luoghi normali come parchi, ma anche in posti insensati come la biblioteca della scuola o persino sul tetto della scuola, senza spiegazioni plausibili sul suo arrivo. Ogni volta che la panchina compare, porta con sé una serie di disgrazie, rendendo Jōro dolorosamente consapevole del fatto che la sua presenza è sinonimo di guai imminenti. Nell'anime, la sua comparsa è sempre accompagnata da un leitmotiv ispirato alla Marcia Imperiale di Star Wars. Non è solo Jōro a cadere vittima della sfortuna legata alla panchina, in quanto anche Sun ne ha sperimentato gli effetti quando si è seduto su di essa.
Sumireko Sanshokuin / Pansy (三色院 菫子?, Sanshokuin Sumireko)
Doppiata da: Haruka Tomatsu
Il suo soprannome, Pansy (三色菫?), si forma eliminando i caratteri "院" e "子" dal suo nome. È una delle ragazze principali nell'opera ed è una studentessa del secondo anno presso la scuola "Nishikizuta", sebbene non frequenti la stessa classe di Jōro, Sun-Chan e Himawari. È l'assistente bibliotecaria della scuola. Dotata di un'intuizione straordinaria, è in grado di percepire gli ambienti e di leggere i veri sentimenti e le intenzioni delle persone che la circondano con una semplice osservazione. Il suo amore per Jōro è profondo e sincero, poiché riconosce in lui una persona che mette sempre al primo posto gli interessi dei suoi amici. Nonostante questo, non esita a riconoscere di essere una sorta di stalker a causa del suo intenso amore per lui. Per nascondere la sua vera identità, si traveste e si presenta come una ragazza goffa e poco attraente. In realtà, possiede una bellezza incantevole, ma preferisce mantenere questo aspetto per sfuggire all'oppressione di qualcuno, che si scoprirà essere Hose. Viene rappresentata da una viola del pensiero.
Sakura Akino / Cosmos (秋野 桜?, Akino Sakura)
Doppiata da: Sachika Misawa
Il suo soprannome, Cosmos (秋桜?, akizakura, lett. "fiori di ciliegio d'autunno", comunemente letto come in inglese, cosmos), si forma eliminando il carattere "野". È una delle ragazze centrali dell'opera. Ricopre il ruolo di presidentessa del consiglio studentesco presso la scuola "Nishikizuta", frequentando il terzo anno. È rinomata per la sua bellezza e le sue abilità organizzative, godendo di un'ottima reputazione tra gli studenti. Nota per essere una gran lavoratrice, è solita tenere sempre con sé un taccuino rosa nel quale annota i suoi impegni, le previsioni sugli eventi futuri e le strategie per affrontarli. Tuttavia, nonostante le sue qualità, dimostra una scarsa flessibilità e quando le cose non vanno come previsto o quando è estremamente nervosa, perde la calma e diventa incredibilmente maldestra. Un tratto distintivo del suo personaggio è la tendenza a parlare in un giapponese più formale o tradizionale quando è nervosa nell'anime, mentre nel manga assume l'atteggiamento di una ragazza-gatto nel suo linguaggio. Inizialmente, vede Jōro solo come un mezzo per raggiungere il suo obiettivo d'amore nei confronti di Sun-chan. Viene rappresentata dalla cosmea.
Aoi Hinata / Himawari (日向 葵?, Hinata Aoi)
Doppiata da: Haruka Shiraishi
Il suo soprannome, Himawari (向日葵?) si forma invertendo i caratteri del suo cognome. È una delle ragazze centrali dell'opera. Frequenta il secondo anno presso la scuola "Nishikizuta" ed è l'amica d'infanzia del protagonista. È una ragazza dal fisico minuto e incantevole, caratterizzata da una personalità brillante, vivace e innocente. È inoltre un'abile atleta facente del club di tennis locale. Circondata da numerosi amici e popolare nella scuola, è spesso oggetto di corteggiamenti da parte dei ragazzi. Nonostante la sua sincerità disarmante e la mancanza di segreti, pecca nell'interpretare correttamente l'atmosfera circostante e talvolta si esprime senza riflettere. Inizialmente, proprio come Cosmos, lei vede Jōro solo come uno strumento o un mezzo per raggiungere determinati scopi, senza considerare pienamente i suoi sentimenti o la sua umanità. Viene rappresentata dal girasole.
Taiyо̄ Ōga / Sun-chan (大賀 太陽?, О̄ga Taiyо̄)
Doppiato da: Yūma Uchida
Il suo soprannome, Sun (サン?), è la traduzione inglese del suo nome. È il miglior amico di Jōro e frequenta il secondo anno presso la scuola "Nishikizuta". Sun è l'asso della squadra di baseball ed è estremamente popolare all'interno dell'istituto, guadagnandosi la fiducia di tutti. Pur affrontando le sfide quotidiane con determinazione, ammira profondamente Jōro per la sua personalità, anche se talvolta prova un senso di invidia nei suoi confronti. Inizialmente, Sun è innamorato di Pansy. Nasconde, come Jōro, un lato oscuro caratterizzato da rancore e manipolazione. Questo lo porta a complottare per danneggiare la reputazione di Jōro per dispetto, spinto dall'amore non corrisposto per Pansy e dalla gelosia. Tuttavia, quando si rende conto degli errori commessi, si scusa e cerca di redimersi, ritornando al suo atteggiamento allegro e mostrando maggiore solidarietà verso i suoi amici. Nel volume 8 della light novel, Sun inizia una relazione con la sua amica d'infanzia Ichika Botan. Viene rappresentato dal sole.
Hina Hanetachi / Asunaro (羽立 桧菜?, Hina Hanetachi)
Doppiata da: Shiori Mikami
Il suo soprannome, Asunaro (翌桧?), è formato dalla combinazione dei caratteri del suo cognome e dalla rimozione del carattere "菜" dal suo nome. È l'unico personaggio di cui si sa un'origine certa. Proviene della regione di Tsugaru, nella prefettura di Aomori, e parla in dialetto tsugaru quando è sorpresa o emozionata. È una compagna di classe di Jōro e redattrice del club di giornalismo. È una ragazza allegra ed energica, gentile e disponibile. È in realtà da tempo innamorata di Jōro e tutte le sue azioni sono il risultato della sua gelosia per l'avvicinamento delle altre ragazze a lui. È arrivata a formulare un piano per allontanare gli altri da lui, ricattandolo e minacciandolo di pubblicare un falso articolo su di lui. Viene rappresentata da una specie di conifera.
Chiharu Yоki / Tsubaki (ようき ちはる?, Yōki Chiharu)
Doppiata da: Nao Tōyama
Il suo soprannome, Tsubaki (椿?), è formato dall'unione degli ultimi caratteri del suo nome e del suo cognome in un unico kanji. È una studentessa che si è trasferita nella classe di Jōro, al quale è grata per averla aiutata, offrendole idee su come gestire l'attività familiare di ristoranti di kushikatsu, e per il suo incoraggiamento. Dopo essersi trasferita nella classe di Jōro, si prostra davanti a lui, baciandogli la mano e offrendosi come aiutante personale in forma di gratitudine, con il sospetto delle altre ragazze e dello stesso Jōro. Più avanti nella storia, assume Jōro come dipendente nella sua attività per aiutarlo a raccogliere fondi. Viene rappresentata da una specie di camellia.
Asaka Mayama / Sasanka (真山 亚茶花?, Mayama Asaka)
Doppiata da: Shuka Saitō
Il suo soprannome, Sasanqua (山茶花?), si forma eliminando i caratteri "真" e "亚" dal suo nome. Frequenta il secondo anno di scuola ed è nella stessa classe di Jōro. È la leader del gruppo di gyaru dell'istituto "Nishikizuta", per cui è conosciuta come "Gal A Carismatica". Quando Asunaro ha diffuso false voci su Jōro per avvicinarsi a lui, lei e le sue amiche lo hanno rifiutato. Tuttavia, quando la verità è emersa, si è sentita vergognata e imbarazzata. In precedenza, prima dell'episodio 7 della serie animata, aveva i capelli tinti di rosso legati in due code e si truccava in modo vistoso. Successivamente, dopo aver sviluppato sentimenti per Jōro a seguito di una serie di eventi, ha adottato un aspetto più naturale, lasciando i capelli sciolti al loro colore naturale e indossando un cerchietto rosso a fiori. Anch'essa, come Tsubaki, viene rappresentata da una specie di camellia.
Kimie Kamata / Tampopo (蒲田 公英?, Kamata Kimie)
Doppiata da: Iori Saeki
Il suo soprannome, Tampopo (蒲公英?), è formato eliminando il carattere "田" dal suo nome. È una matricola presso la scuola superiore "Nishikizuta" e ricopre il ruolo di manager della squadra di baseball. Ha un atteggiamento molto provocatorio e vanitoso, al punto da considerarsi quasi un angelo. Tuttavia, è anche facilmente ingannabile e spesso si lascia prendere in giro a causa della sua maldestrezza. Causa molti problemi a Jōro, poiché lo coinvolge nei suoi piani per far avvicinare Pansy e Sun-chan, sperando così di migliorare le prestazioni della squadra di baseball di quest'ultimo e diventare la idol che ha sempre sognato di essere. Tampopo promette a Jōro di fornirgli foto suggestive in cambio della sua collaborazione. Inoltre, Tampopo è a conoscenza delle vere personalità di Pansy e Hose, poiché hanno frequentato le stesse scuole medie. Ha un interesse amoroso nei confronti di Hose. Viene rappresentata dal soffione.
Yasuo Hazuki / Hose (葉月保雄?, Hazuki Yasuo)
Doppiato da: Jun Fukuyama
Il suo soprannome, Hose (保雄?), è una pronuncia alternativa del suo nome. Frequenta il secondo anno del liceo "Toshobu" e ha un interesse per Pansy. È il rivale di Jōro e la persona per cui Pansy mantiene il suo aspetto camuffato. Ha una personalità migliore di Jōro, è benvoluto e popolare. All'esterno, Hose è molto gentile e disponibile e mantiene i cliché di un protagonista perfetto, ma in realtà è astuto e manipolatore, e non ha paura di usare gli altri come strumenti per il proprio tornaconto. Ha il difetto di non essere in grado di leggere nella mente delle persone e di ferire le persone senza rendersene conto. Usa l'autocompiacimento mascherato da benevolenza per ottenere ciò che considera di sua proprietà, cioè Pansy, ma viene sconfitto quando lei scopre le sue vere intenzioni, aiutata dal resto delle ragazze. Viene rappresentato da un tubo per innaffiare.
Momo Sakurabara / Cherry (桜原桃?, Sakurabara Momo)
Doppiata da: Risa Taneda
Il suo soprannome, Cherry (桜桃?), si forma rimuovendo il carattere "原" dal suo nome. È una studentessa del terzo anno e presidentessa del consiglio studentesco del liceo "Toshobu". È amica di Tsukimi e di Hose, ma nutre un interesse amoroso per ques'ultimo. È una ragazza molto vivace, ma crede che "amore e amicizia siano incompatibili" e rimane amica di Hose perché non vuole rompere il loro rapporto. Cerca anche di far diventare Hose e Pansy fidanzanti, ignorando i sentimenti di lei e sopprimendo i propri. Viene rappresentata dal fiore di ciliegio.
Runa Kusami / Tsukimi (草見月?, Kusami Runa)
Doppiata da: Konomi Kohara
Il suo soprannome, Tsukimi (月見?), è formato eliminando il carattere "草" dal suo nome e scambiando i due rimanenti. Frequenta il secondo anno del liceo "Toshobu". È amica di Cherry e l'amica d'infanzia di Hose. È una ragazza molto tranquilla e inespressiva e parla con semplicità e franchezza, senza temere di ferire potenzialmente i sentimenti di qualcuno. Come Cherry, nutre sentimenti romantici non corrisposti per Hose e sta cercando di far innamorare Hose e Pansy per lo stesso motivo. Viene rappresentata dall'enagra.
Keiki Kisaragi / Laurier (如月 桂樹?, Kisaragi Keiki)
Doppiata da: Yukari Tamura
Il suo soprannome, Laurier (月桂樹?), si ottiene dalla rimozione del carattere "如" dal suo nome, che significa "alloro" e dalla traduzione in francese come "laurier". È infatti in grado di parlare francese. È una donna allegra e cordiale, e, anche se presumibilmente di mezza età, parla e si comporta in modo molto più giovane. È la madre di Jōro e di sua sorella Marika. Viene rappresentata dall'alloro.
Marika Kisaragi / Jasmine (如月 茉莉花?, Kisaragi Marika)
Il suo soprannome, Jasmine (茉莉花?), è un modo alternativo di pronunciare il suo nome. È la sorella maggiore di Jōro e compare nella light novel dopo essersi lasciata con il suo ex fidanzato. È una ragazza diligente e carismatica, nonché una sorella maggiore molto sensibile e premurosa. È brava a capire il punto di vista del fratello ed è l'unica persona che riesce a smorzare le sue parole dure con gentilezza ma fermezza. Tuttavia, secondo Jōro, è difficile avere una discussione con lei. Viene rappresentata dal gelsomino.
Asuka Usui / Mint (薄井明日荷?, Usui Asuka)
Il suo soprannome, Mint (薄荷?), è ottenuto eliminando i caratteri "井明日" dal suo nome completo. È uno studente di primo anno alla scuola superiore "Nishikizuta", nella stessa classe di Tampopo. All'inizio, viene presentato come lo stalker di Sasanka, ma dopo essere stato persuaso da Jōro, decide di smettere di seguirla. Afferma di essersi innamorato di Jōro. Viene rappresentato della menta.
Sakura Saotome / Primula (早乙女桜?, Saotome Sakura)
Il suo soprannome, Primula (プリムラ?), deriva dal fatto che il suo vero nome può essere letto come “Primula” se si leva il carattere “早”. Frequenta il secondo anno nella scuola "Nishikizuta", nella stessa classe di Pansy. Ha una personalità distaccata ed è membro del club di softball. Dirige un gruppo sportivo chiamato "Hustle Group". Ha un complesso riguardo a Cosmos, che ha il suo stesso nome. Viene rappresentata dalla primula.
Ichika Botan / Anemone (牡丹 一華?, Botan Ichika)
Il suo soprannome, Anemone (アネモネ?), è un modo alternativo di pronunciare il suo nome. È una studentessa dell liceo Nishikizuta, di cui diventa temporaneamente la manager del club di baseball. È carina, carismatica, un po' goffa ma con un entusiasmo contagioso. È anche l'amica d'infanzia di Sun-Chan, di cui alla fine diventa la fidanzata. Viene rappresentata dall'anemone. È apparsa, come cameo, nell'anime.
Kitakaze Tokusho / Fū-chan (特正北風?, Tokushō Kitakaze)
Il suo soprannome, Fū-chan (ちゃん?), è un modo alternativo di pronunciare il suo nome. Frequenta il secondo anno del liceo "Toshobu" e gioca nella squadra di baseball della sua scuola. È il miglior amico di Hose e il rivale di Sun-chan. Ha un'abilità nel baseball pari a quella di Sun-chan ed è per questo il miglior battitore di fuoricampo della sua squadra. Il suo tono di voce può sembrare arrogante, ma in realtà è serio e gentile, e spesso aiuta Jōro e i suoi amici. È innamorato della manager della squadra avversaria, Tampopo. Viene rappresentato dal vento, che è un parallelismo con il tropo meteorologico del sole di Sun-chan. Anche lui, come Anemone, appare come cameo nell'anime.
Tomofyu Motoki / Holly (元木智冬?, Motoki Tomofuyu)
Il suo soprannome, Holly (柊?), deriva dalla combinazione dei caratteri "木" e "冬". È una studentessa che si è trasferita alla scuola superiore Nishikizuta durante il secondo trimestre. Lei e Tsubaki sono amiche d'infanzia, ma le loro famiglie sono rivali perché gestiscono catene di ristoranti diversi: una di kushikatsu e l'altra di yakitori. Viene rappresentata dall'agrifoglio. Appare come cameo nell'OAV.
Sumire Kousaiji / Viola (虹彩寺董?, Kousaiji Sumire)
Il soprannome, Viola (ビオラ?), deriva dal suo nome. Era una compagna di classe di Jōro, Sun-chan e Himawari durante le scuole medie. Nel corso dell'anime, compare brevemente in un flashback di Sun-chan, senza che il suo nome e la sua identità vengano rivelate direttamente, ma solo attraverso un cameo. Si spiega che lei è stata la prima ragazza di cui Sun si è innamorato, ma anche la prima che l'ha rifiutato, poiché interessata a Jōro. La sua somiglianza con Pansy è evidente, tanto che la utilizza in un inganno per far sì che Jōro si innamori di lei, mentre è ricoverata in ospedale. Viene rappresentata dalla viola.
Kashibana Hinoto / Lilac (香紫 花丁?, Kashibana Hinoto)
Il suo soprannome, Lilac (紫丁香花?), si ottiene dall'inversione dei caratteri del suo nome completo. Durante le elementari, è stata compagna di classe di Himawari e ora vive in Hokkaido. Inizialmente, cerca di ingannare Jōro facendogli credere di essere interessata a lui solo per far soffrire Himawari. Tuttavia, alla fine promette di tornare ad essere amica di Himawari. Successivamente, con sincere intenzioni, chiede a Jōro di essere il suo ragazzo, ma viene rifiutata. Questo porta Jōro a essere più onesto nelle sue relazioni e a non ferire con continui rifiuti le ragazze di cui è innamorato. Viene rappresentata dal lilla.

### Personaggi minori
Nadeshiko Akai (赤井撫子?)Membro del club di softball della scuola Nishikizuta
Shiba Tatsuo / Shiba-nyan (芝達生?)Ricevitore della squadra di baseball della scuola Nishikizuta
Yuuma Anae (穴江遊馬?)Centrocampista della squadra di baseball della scuola Nishikizuta
Kaito Kutsuki / Cookie-san (屈木海土?)Capitano ed esterno destro della squadra di baseball della scuola Nishikizuta
Yoichi Shiguchi / Figma-san (樋口葉一?)Battitore della squadra di baseball della scuola Nishikizuta
Yuki Ishikawa (石川由竟?)Membro del club di giornalismo della scuola Nishikizuta
Asuka Sasaki (佐々木あすか?)Membro del club di giornalismo della scuola Nishikizuta
Susumu Sato (佐藤進?)Membro del club di giornalismo della scuola Nishikizuta
Yoshiyuki Obayashi (大林義行?)Membro del club di giornalismo della scuola Nishikizuta
Makoto Takatsuki (高槁真琴?)Membro del club di giornalismo della scuola Nishikizuta
Minoru Tanaka (田中実?)Membro del club di giornalismo della scuola Nishikizuta
Manami Hara (原真奈美?)Membro del club di giornalismo della scuola Nishikizuta
Masahiro Tanida (谷田昌宏?)Membro del club di giornalismo della scuola Nishikizuta
Akane Rancho / Lilith (蘭頂朱?)Troppo timida per parlare, comunica tramite messaggi; crede di essere la migliore amica di Cherry; frequenta la scuola Toshobu
Yamada (山田?)Consigliere del consiglio studentesco;
Otake (小竹?)Vice-presidente del consiglio studentesco.

## Media

### Light novel
Ore o suki nano wa omae dake kayo è una serie di romanzi scritta da Rakuda e illustrati da Buriki. ASCII Media Works ha pubblicato il primo volume il 10 febbraio 2016 sotto l'etichetta Dengeki Bunko. Il diciassettesimo e ultimo volume è stato pubblicato l'8 gennaio 2022.
| Nº | Data di prima pubblicazione | Data di prima pubblicazione | Data di prima pubblicazione |
| Nº | Giapponese                  | Giapponese                  |                             |
| -- | --------------------------- | --------------------------- | --------------------------- |
| 1  | 10 febbraio 2016            | ISBN 978-4-04-865747-1      |                             |
| 2  | 9 aprile 2016               | ISBN 978-4-04-865885-0      |                             |
| 3  | 10 agosto 2016              | ISBN 978-4-04-892286-9      |                             |
| 4  | 10 gennaio 2017             | ISBN 978-4-04-892601-0      |                             |
| 5  | 8 aprile 2017               | ISBN 978-4-04-892831-1      |                             |
| 6  | 10 agosto 2017              | ISBN 978-4-04-893282-0      |                             |
| 7  | 10 novembre 2017            | ISBN 978-4-04-893466-4      |                             |
| 8  | 10 marzo 2018               | ISBN 978-4-04-893684-2      |                             |
| 9  | 10 settembre 2018           | ISBN 978-4-04-893913-3      |                             |
| 10 | 10 novembre 2018            | ISBN 978-4-04-912099-8      |                             |
| 11 | 10 maggio 2019              | ISBN 978-4-04-912527-6      |                             |
| 12 | 10 ottobre 2019             | ISBN 978-4-04-912796-6      |                             |
| 13 | 10 dicembre 2019            | ISBN 978-4-04-912908-3      |                             |
| 14 | 10 giugno 2020              | ISBN 978-4-04-913204-5      |                             |
| 15 | 10 dicembre 2020            | ISBN 978-4-04-913576-3      |                             |
| 16 | 9 luglio 2021               | ISBN 978-4-04-913834-4      |                             |
| 17 | 8 gennaio 2022              | ISBN 978-4-04-913904-4      |                             |

### Manga
Un adattamento manga, disegnato da Yū Ijima, è stato serializzato sull'applicazione Shōnen Jump+ di Shueisha dal 26 febbraio 2017 al 23 agosto 2020. Il manga consiste di sei volumi tankōbon.
| Nº | Data di prima pubblicazione | Data di prima pubblicazione | Data di prima pubblicazione |
| Nº | Giapponese                  | Giapponese                  |                             |
| -- | --------------------------- | --------------------------- | --------------------------- |
| 1  | 4 agosto 2017               | ISBN 978-4-08-881135-2      |                             |
| 2  | 2 marzo 2018                | ISBN 978-4-08-881373-8      |                             |
| 3  | 4 gennaio 2019              | ISBN 978-4-08-881650-0      |                             |
| 4  | 4 ottobre 2019              | ISBN 978-4-08-881832-0      |                             |
| 5  | 4 marzo 2020                | ISBN 978-4-08-882144-3      |                             |
| 6  | 2 ottobre 2020              | ISBN 978-4-08-882467-3      |                             |

### Anime
Un anime basato sulla storia è stato annunciato durante l'evento "Dengeki Bunko 25th Anniversary Fall Dengeki Festival" il 7 ottobre 2018. La serie è stata prodotta dallo studio d'animazione Connect e diretta da Noriaki Akitaya, con Rakuda, autore originale, responsabile della sceneggiatura, Shoko Takimoto del character design e Yoshiaki Fujisawa delle musiche originali. È stata trasmessa dal 3 ottobre al 26 dicembre 2019 su Tokyo MX, GYT, GTV, BS11, TVA e Yomiuri TV. Le sigle di apertura e chiusura sono state eseguite rispettivamente da Shuka Saito e da le doppiatrici delle tre eroine principali, Haruka Tomatsu (Pansy), Haruka Shiraishi (Himawari) e Sachika Misawa (Cosmos). Aniplex of America ha ottenuto i diritti per distribuire la serie in lingua inglese, rendendola disponibile su varie piattaforme di streaming come Crunchyroll, Funimation, HIDIVE e AnimeLab. Inoltre, un OVA previsto per il 23 maggio 2020 è stato rimandato al 2 settembre 2020 causa pandemia COVID-19.
| Nº          | Titolo italiano (traduzione letterale) Giapponese 「Kanji」 - Rōmaji | In onda          | In onda |
| Nº          | Titolo italiano (traduzione letterale) Giapponese 「Kanji」 - Rōmaji | Giapponese       |         |
| 1           | Io sono in tutto e per tutto uno studente come tanti 「俺ってほんと、どこにでもいる平凡なモブなんだ」 - Ore tte honto, doko ni demo iru heibon na mobu nan da | 2 ottobre 2019   |         |
| 1           | Jōro ci viene presentato come un ordinario studente superiore, ma il suo percorso nella storia inizia con una svolta inaspettata. Sia la presidentessa del consiglio studentesco, Cosmos, che la sua amica d'infanzia, Himawari, lo invitano ad uscire. Sabato, Jōro incontra Cosmos, che gli rivela di aver bisogno del suo aiuto per avvicinarsi al suo innamorato, Sun-chan, il giocatore di baseball stellare della scuola e il miglior amico di Jōro. Il giorno successivo, Jōro esce con Himawari, solo per sentire la stessa richiesta. Entrambe le ragazze si sono innamorate di Sun-chan durante le finali regionali di baseball dell'anno scorso. Jōro accetta riluttante di aiutarle, sperando di poter finire con quella che non conquisterà il cuore di Sun-chan. Sopraffatto dalle loro continue richieste a scuola, Jōro cerca rifugio nella tranquilla biblioteca scolastica durante la pausa pranzo. Lì, incontra la bibliotecaria, Pansy, che confessa di averlo osservato e di essere innamorata di lui. |                  |         |
| 2           | La spirale negativa che mi aggredisce 「俺に襲い掛かる負のスパイラル」 - Ore ni osoikakaru make no supairaru | 9 ottobre 2019   |         |
| 2           | Jōro continua i suoi sforzi per aiutare Himawari e Cosmos ad avvicinarsi a Sun-chan, ma i progressi rimangono lenti su entrambi i fronti. Viene ricattato per trascorrere il pranzo con Pansy, che rivela che Sun-chan è innamorato di qualcuno. Quando Jōro interroga Sun-chan sulla sua cotta, Sun-chan ammette di essere innamorato di Pansy, che ha incontrato alle finali regionali di baseball l'anno precedente. Jōro cerca di convincere Pansy a uscire con Sun-chan, ma finisce per farla arrabbiare. Più tardi, in biblioteca, Sun-chan, Himawari e Cosmos affrontano Jōro, rivelando di sapere che le ha manipolate. |                  |         |
| 3           | Ti stavo incontrando 「あなたに会った」 - Anata ni atta | 16 ottobre 2019  |         |
| 3           | Dopo essere stato affrontato da Sun-chan, Himawari, Cosmos e Pansy per il suo piano, Jōro viene battuto da Sun-chan. Uno studente che assiste alla scena fa trapelare l'incidente alla scuola, e il corpo studentesco ostracizza Jōro. Dopo una settimana di bullismo, Jōro riceve un messaggio da Pansy e si reca in biblioteca per ascoltare i suoi "veri sentimenti". Lì, intravede Sun-chan flirtare con Pansy. Pansy improvvisamente rivela di conoscere le vere intenzioni di Sun-chan per manipolare Himawari e Cosmos e intrappolare Jōro. Sun-chan ammette di aver voluto vendicarsi di Jōro per avergli portato via la ragazza di cui era innamorato alle medie, e perché si sente inferiore a lui. Pansy rifiuta i sentimenti di Sun-chan e rivela di essersi innamorata di Jōro e della sua vera natura gentile, dopo averlo visto aspettare Sun-chan alle finali regionali di baseball con il suo cibo preferito. Quando Sun-chan cerca di forzarsi su Pansy, Jōro esce allo scoperto, fermandolo e rimproverandolo per aver ferito le ragazze che lo amano. Il giorno successivo Sun-chan si scusa davanti alla classe per i fatti che si sono sparsi per la scuola. Jōro lo riferisce a Pansy, ma nonostante ciò non vuole continuare a vederla di giorno in giorno. Pansy a questo punto decide di mostrare la sua vera forma, togliendosi le treccine e la camicia. Si scopre quindi che Pansy è la bella e prosperosa ragazza che Jōro aveva incontrato alle finali di baseball. Questo convince Jōro a visitarla in biblioteca ogni giorno. |                  |         |
| 4           | Il frutto del mio impegno 「俺がガンバった結果」 - Ore ga ganbatta kekka | 23 ottobre 2019  |         |
| 4           | Jōro, Sun-chan, Himawari e Cosmos si sentivano giù a causa dei recenti eventi tra di loro, il che ha spinto Pansy a esortare Jōro a riconciliarsi con loro per avere la possibilità di ricostruire l'amicizia. Jōro riesce con successo a fare pace sia con Himawari che con Sun-chan, quasi dimenticando di farlo con Cosmos. Con il sostegno di Pansy, i cinque si riuniscono in biblioteca dopo la scuola per studiare per i loro esami, spuerandoli con successo grazie alle lezioni private di Cosmos e di Pansy. |                  |         |
| 5           | Mi sembrava che le cose stessero andando fin troppo bene per me... 「俺にしては、うまくいきすぎてると思ったんだよ。。。。。。」 - Ore ni shite wa, umaku ikisugiteru to omottan da yo... | 30 ottobre 2019  |         |
| 5           | Jōro si trova in una situazione in cui la sua compagna di classe Asunaro, membro del Club del Giornale, sembra volergli confessare qualcosa, scoprendo che lo sta accusando di frequentare contemporaneamente Pansy, Himawari e Cosmos. Asunaro minaccia di rivelare le sue presunte azioni pubblicando un articolo, ma dopo le proteste di Jōro sulla sua innocenza, Asunaro accetta di osservarlo fino al Festival della Danza Kabuten prima di prendere una decisione. Per sfuggire ad Asunaro, Jōro chiede a Pansy, Himawari e Cosmos di tenersi lontani per un po', ma loro rifiutano. Per ironia della sorte, Jōro viene scelto come il Cavaliere dei Fiori per il festival, in cui un ragazzo balla con tre ragazze. Himawari e Cosmos accettano di partecipare, ma trovare una terza ragazza disposta a unirsi è difficile a causa dei pettegolezzi su Jōro. Alla fine, Sun-chan si propone come terzo partecipante, e i quattro iniziano a fare pratica insieme. Tuttavia Asunaro pubblica accidentalmente il suo articolo accusatorio, provocando un confronto con Sasanqua, la gyaru della classe. Asunaro si scusa, ma Pansy, Himawari e Cosmos decidono di mantenere le loro distanze da Jōro per il momento. Nell'intento di fare pace, Asunaro offre di fare pratica con Jōro al posto delle altre ragazze per la Danza Kabuten. |                  |         |
| 6           | Io, quando devo parlare, parlo 「俺は、言う時は言う」 - Ore wa, iu toki wa iu | 6 novembre 2019  |         |
| 6           | Il giorno della Danza Kabuten, scoppiano delle polemiche e delle proteste da parte dell'Associazione Genitori e Insegnanti quando si scopre che il terzo partecipante è in realtà un ragazzo, cioè Sun-chan, che dovrà rinunciare alla danza. Jōro suggerisce che Asunaro potrebbe prendere il posto di Sun-chan, ma prima che possano finalizzare il tutto, Cosmos insiste nel parlare con Asunaro da sola. A ciò si aggiunge Jōro, che assiste a un interrogatorio dove Cosmos rivela che Asunaro aveva diffuso dicerie su Jōro volutamente, con lo scopo di isolarlo, informando l'Associazione Genitori e Insegnanti sulla partecipazione di un ragazzo al ballo, così da avere l'opportunità di partecipare al ballo. Asunaro, messa ormai alle strette, ammette di provare sentimenti per Jōro fin dalle finali regionali di baseball e ha escogitato questo piano per potersi avvicinare a lui. Disgustato dalle sue azioni, Jōro respinge Asunaro, che se ne va per ritirare le false accuse. Più tardi, Cosmos rivela di aver trovato il terzo partecipante alla Danza Kabuten, vale a dire Pansy. Durante il ballo stesso, Jōro si esibisce perfettamente con Himawari, Cosmos e infine Pansy. Quest'ultima appare nella sua vera forma, stupendo tutti con la sua bellezza misteriosa. |                  |         |
| 7           | Imparo un tuo lato sorprendente 「俺は意外な一面を知る」 - Ore wa igai na ichimen o shiru | 13 novembre 2019 |         |
| 7           | Jōro, Sun-chan, Pansy, Himawari e Cosmos decidono di trascorrere una giornata in un parco acquatico. Le tre ragazze competono per vedere con chi Jōro si diverte di più. Jōro accompagna Himawari su un emozionante scivolo d'acqua, Cosmos con un galleggiante a forma di delfino, e Pansy a rilassarsi in una vasca termale. Durante la loro uscita, Jōro incontra inaspettatamente Sasanqua, che inizialmente non riconosce. Sasanqua si sente pentita per il suo comportamento precedente verso Jōro a causa di voci. Inavvertitamente, Jōro le offre dei consigli e menziona casualmente la sua preferenza per i capelli neri naturali rispetto a quelli tinti. Alla fine della giornata, Jōro decide che Sun-chan è la persona con cui si è divertito di più. Il giorno seguente a scuola, Sasanqua sorprende Jōro presentandosi con i capelli ora tinti di nero, scusandosi insieme alle sue amiche con Jōro per i loro comportamenti passati. |                  |         |
| 8           | Quando compresi la mia tragedia, era già iniziata 「俺の悲劇は気づくと始まってる」 - Ore no higeki wa kizuku to hajimatteru | 20 novembre 2019 |         |
| 8           | Ci viene presentata una nuova studentessa di nome Tsubaki, suscitando sin da subito scalpore per aver baciato la mano di Jōro in segno di gratitudine. Sembra infatti che, durante le finali regionali di baseball, Jōro abbia comprato molti spiedini dal suo ristorante, sostenendo lei e il suo business in un momento difficile. Grazie a Jōro, il negozio della sua famiglia si è ripreso e ha aperto persino una seconda sede. Più tardi, in biblioteca, Pansy presta a Jōro un suo prezioso libro, "Il cuore delle cose" di Natsume Soseki, chiedendogli di leggerlo. Sulla strada per casa, Jōro lo lascia cadere accidentalmente dopo aver inciampato per via di un incontro con Himawari. Realizzando di aver perso il libro, Jōro ha cominciato a cercarlo, aiutato da due ragazze che gli hanno riferito come quel libro fosse raro e costoso. Una volta trovato, il libro è in condizioni pessime. Jōro decide di procurargliene uno nuovo lavorando part-time presso il negozio di Tsubaki, nonostante Pansy gli abbia detto di non aver bisogno di un nuovo libro. |                  |         |
| 9           | Il risultato della mia riflessione 「俺なりに考えた結果」 - Ore nari ni kangaeta kekka | 27 novembre 2019 |         |
| 9           | Nonostante le buone intenzioni, a causa di un errore sul posto di lavoro, Jōro si sente scoraggiato, sfogando la sua frustrazione su Pansy, rimpiangendo il tutto subito dopo. Mentre riflette sulle sue azioni, incontra casualmente uno sconosciuto di nome Hose che gli offre preziosi consigli su come rimediare. Prendendo a cuore questi consigli, Jōro fa pace con Pansy. I suoi turni successivi al lavoro vanno senza intoppi e alla fine riceve la sua paga. Quando cerca di comprare un libro di sostituzione per Pansy, scopre che qualcuno ha appena comprato l'ultima copia prima di lui. Deluso, incontra Himawari, che si rivela essere la persona che ha comprato il libro e gentilmente lo regala a Jōro. Himawari aveva notato il libro danneggiato e voleva sostituirlo per lui, usando i soldi che aveva risparmiato per una nuova racchetta per il suo imminente torneo di tennis. Inizialmente Jōro è contrariato perché voleva che Himawari si concentrasse sul suo torneo di tennis, ma presto fanno pace. Alla fine, Jōro sorprende Himawari con una nuova racchetta come regalo di compleanno, concludendo l'episodio con la vittoria di Himawari alle qualificazioni per il suo torneo di tennis. |                  |         |
| 9.5         | Procedo con cautela 「俺は丁寧に進める」 - Ore wa teinei ni susumeru | 4 dicembre 2019  |         |
| 9.5         | Mini-episodio riassuntivo dei primi 9 episodi dell'anime, narrato da Jōro e Tampopo. |                  |         |
| 10          | Ogni tanto anche io faccio qualcosa 「俺だってたまには活躍する」 - Ore datte tamaniwa katsuyakusuru | 11 dicembre 2019 |         |
| 10          | Jōro si trova catapultato nuovamente in una nuova rivelazione da parte di Tampopo, una ragazza del primo anno, manager della squadra di baseball. Quest'ultima gli chiede aiuto per organizzare un incontro tra Pansy e Sun-chan, ritenendo che se Sun-chan avesse una fidanzata, migliorerebbe la sue performance nella squadra di baseball. Tampopo inoltre, deduce che la ragazza misteriosa al festival della Danza Kabuten fosse Pansy, e Jōro, temendo che possa rivelare il segreto di Pansy, accetta riluttante di aiutarla. Dopo una serie di eventi fallimentari, Pansy affronta Tampopo e rivela i suoi sentimenti per Jōro, spingendo Tampopo ad abbandonare il suo piano. |                  |         |
| 11          | Forse non c'è bisogno di me 「俺はいらないかもしれない」 - Ore wa iranai kamoshirenai | 18 dicembre 2019 |         |
| 11          | A causa del poco utilizzo, la biblioteca scolastica rischiava la chiusura. Interviene nuovamente in aiuto Hose e due ragazze, Cherry e Tsukimi, le stesse che avevano aiutato Jōro a trovare il libro di Pansy. Le due rivelano che Hose era proprio la persona da cui Pansy stava cercando di nascondersi, tanto che aveva cambiato il suo aspetto per evitare di essere riconosciuta da lui. Durante le scuole medie, Hose aveva sviluppato una ossessione malsana per Pansy, che l'aveva spinta a interrompere ogni legame e a trasferirsi in un'altra scuola superiore in incognito. Successivamente, Cherry e Tsukimi confessarono i loro sentimenti per Hose, ma riconobbero il suo amore per Pansy, decidendo quindi di sostenere la sua corte e di facilitare il loro rapporto. |                  |         |
| 12          | Quella che mi piace è... 「俺が好きなのは。。。。。」 - Ore ga suki na no wa... | 25 dicembre 2019 |         |
| 12          | Nonostante la biblioteca della scuola sia stata finalmente salvata, Hose continua a frequentarla quotidianamente, rendendo Pansy molto nervosa. Sun-chan cerca di aiutare chiedendo a Pansy di essere la sua ragazza per scoraggiare Hose, ma senza successo. Jōro interviene proponendo una sfida a Hose: chi perde dovrà interrompere ogni contatto con Pansy. La sfida consiste nel far decidere alle ragazze chi dovrebbe essere con Pansy, dando a Jōro o a Hose più fermagli per capelli. Inoltre, decidono che la scuola superiore che vincerà le prossime finali regionali di baseball otterrà un voto in più. Jōro pensa di avere l'avvantaggio perché quattro delle ragazze sono sue amiche, ma è sorpreso quando Himawari, Cosmos e Asurano danno i loro fermagli per capelli a Hose e confessano il loro amore a Jōro. |                  |         |
| OAV (13-15) | La nostra partita 「俺たちのゲームセット」 - Ore tachi no gēmusetto | 2 settembre 2020 |         |
| OAV (13-15) | L'OAV si divide tra il punto di vista di Sun-chan e Jōro. In occasione della grande partita, Sun-chan riflette sui suoi primi anni nel baseball. Era stato un periodo difficile: i suoi compagni lo emarginavano per le sue abilità, mentre Shiba, suo amico d'infanzia, sembrava tradirlo per gelosia. È allora che Sun-chan aveva adottato la sua vivace maschera di "Sun-chan", nascondendo il suo vero io per paura del rifiuto. Jōro, d'altro canto, ripensa alla sfida con Hose, complicata dalle altre regole aggiunte delle ragazze. Era chiaro che il gioco stava assumendo sfumature inaspettate, con Jōro che tentava di navigare le nuove regole imposte. Mentre Himawari, Cosmos e Asurano cercano di incontrarlo allo stadio, Jōro decide di evitarli, conscio che la loro presenza avrebbe influito sul risultato della competizione. Nel mentre, lo stadio evoca in Sun-chan ricordi del suo incontro con Jōro alle medie, un momento che ha segnato profondamente il suo spirito. Era stato lì che aveva iniziato a vedere in Jōro un'anima affine, un amico potenziale in un mondo che lo trattava con ostilità. La partita inizia e Jōro si ritrova faccia a faccia con personaggi chiave come Pansy, Cherry e Tsukimi, ciascuno con il proprio carico emotivo da gestire, dove viene interrotto dall'arrivo di Hose. Intanto, Sun-chan si rivolge ai suoi pensieri su Shiba, l'amico di lunga data che, nonostante tutto, aveva fatto passi verso il perdono. Aveva ricevuto un segno di pace da Tampopo, che lo aveva ispirato nel momento decisivo della partita. Quando Jōro, Hose e le ragazze si riuniscono per concludere la loro sfida, le emozioni sono ad un picco. Cosmos e Himawari cercano di convincere Cherry e Tsukimi a seguire i loro sentimenti più profondi, indipendentemente dalle regole della competizione. Questo porta a confessioni e rifiuti, cambiando il corso delle relazioni tra i personaggi. Con il risultato finale in bilico, Jōro rivela la sua mossa segreta, suscitando una reazione inaspettata da Hose. Le tensioni raggiungono il culmine quando Pansy fa la sua dichiarazione, scuotendo le fondamenta dell'intera competizione. Dopo che Cherry e Tsukimi portano via Hose svenuto, le ragazze, insieme a Sasanqua, attendono la risposta di Jōro su chi ama. Dopo aver inizialmente confessato a Pansy, Jōro sorprende e infastidisce Cosmos, Himawari e Asurano dichiarando il suo affetto per tutte loro, proponendo di stare con una persona diversa ogni giorno della settimana e aggiungendo Sasanqua per i venerdì, facendo infuriare le ragazze che se ne vanno arrabbiate. Più tardi, Tsubaki capisce che nonostante l'insistenza di Jōro, ha preso questa decisione per preservare l'amicizia delle ragazze piuttosto che rischiare di fratturare il gruppo scegliendone una sola. Si incontra con Sun-chan, portando diverse borse di spiedini. I ragazzi li gustano assieme, mentre le ragazze guardano felici da lontano. Sun-chan pensa a tutte le ragazze che si sono innamorate di lui e che alla fine si sono innamorate di Jōro, domandandosi se l'amico fosse "l'unico che gli vuole bene". Quella sera, Jōro incontra Pansy, libera dal suo travestimento, che lo ringrazia per il suo aiuto e afferma ancora una volta il suo amore per lui mentre tornano a casa insieme. |                  |         |